# Sabine Loewe-Hannatzsch
Sabine Loewe-Hannatzsch (* 24. Juni 1982 in Lauchhammer als Sabine Loewe) ist eine deutsche Historikerin und ehemalige Basketballnationalspielerin.

## Leben
Sabine Loewe begann 1996 als Jugendliche in ihrem Geburtsort Lauchhammer Basketball zu spielen und wechselte 1998 ans Sportgymnasium Halle. Dort wurde sie ausgebildet und aufgrund ihrer guten Leistungen in die U18- und U20-Nationalmannschaften berufen.
Von 2000 bis 2004 studierte Loewe an der University of San Diego die Fächer Geschichte und Internationale Beziehungen. Nach einem Bachelor in Geschichte und einem Master in International Relations wechselte sie zum italienischen Verein Basket Club Bolzano. 2010 schloss sie sich dem Bundesligisten Heli Donau-Ries an.
2007 wurde Loewe erstmals zu einem Nationalmannschaftslehrgang berufen, am 19. Juli 2008 absolvierte die 1,89 m große Centerin ihr erstes Länderspiel in Geispolsheim gegen Frankreich und erzielte auch ihren ersten Länderspielpunkt. Insgesamt bestritt sie 21 Länderspiele für Deutschland und erzielte dabei 30 Punkte.
2018 wurde an der Universität Mannheim ihre Doktorarbeit im Fach Geschichte zum Thema „Perzeptionswandel an ost- und westdeutschen Forschungsinstituten für Außen- und Sicherheitspolitik, 1969–1990“ angenommen. Ab dem März 2019 war Loewe-Hannatzsch als wissenschaftliche Mitarbeiterin am Institut für Industriearchäologie, Wissenschafts- und Technikgeschichte (IWTG) der Technischen Universität Bergakademie Freiberg angestellt. Sie beschäftigte sich dort mit dem Projekt „Umweltpolitik im Uranerzbergbau der AG/SDAG Wismut 1949–1990“. Seit dem September 2024 ist sie als wissenschaftliche Mitarbeiterin am Berliner Institut für Zukunftsstudien und Technologiebewertung tätig.

## Veröffentlichungen
- Perception of the Other: „Kremlinologists“ and „Westerners“: East and West German analysts and their mutual perceptions, 1977–1985. In: Oliver Bange/Poul Villaume (Hrsg.): The Long Détente: Changing Concepts of Security and Cooperation in Europe, 1950s–1980s, Budapest: Central European University Press 2017, ISBN 978-963-386-127-1.
- Sicherheit Denken: Entspannungspolitik auf der zweiten Ebene 1969–1990, Bern: Peter-Lang-Verlag 2019, ISBN 3-6317-7901-1.
- Grenzen der Beherrschbarkeit: Umweltpolitik und Sanierungsmaßnahmen im Uranerzbergbau SAG/SDAG Wismut 1946–1991, Leipzig: Leipziger Universitätsverlag 2025, ISBN 978-3-96023-533-0.